# 욕창

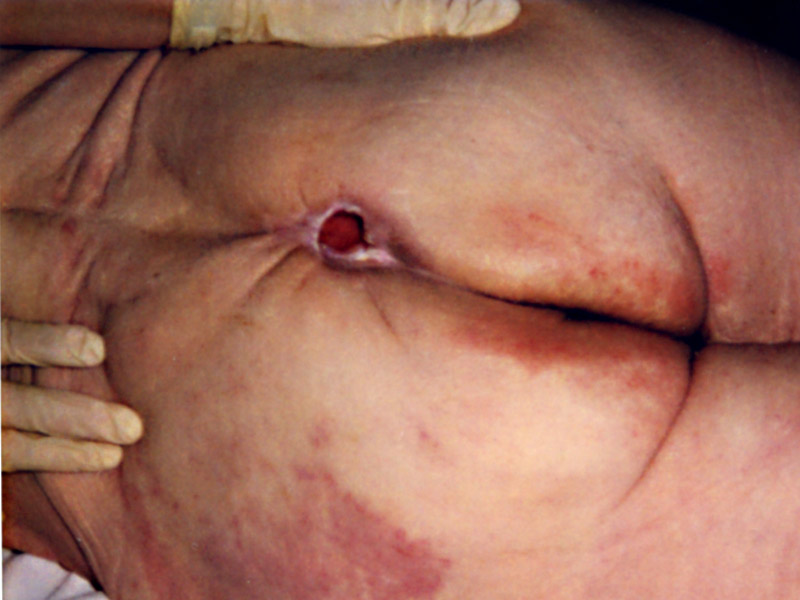

욕창(蓐瘡, bedsore, decubitus)은 피부 및 피부 아래 조직에 가해지는 그 아래 뼈로 인한 압력 또는 그 압력과 조합된 마찰로 인해 발생하는 국소적 부상이다. 욕창이 가장 흔히 발생하는 부위는 엉치뼈, 꼬리뼈, 뒤꿈치, 고관절 주위이나, 팔꿈치, 무릎, 족관절, 머리뼈 주위에서도 발생할 수 있다.
욕창은 부드러운 조직에 가해지는 압력의 결과 혈류가 부분적 또는 전체적으로 차단되어 발생한다. 욕창은 대개 움직이지 않는 사람, 예컨대 몸져누워 자리보전 중이거나 휠체어를 타고 다니는 사람에게 빈발한다.
욕창은 한 번 걸리면 치료가 어렵고 오래걸리기 때문에 사전에 예방하는 것이 매우 중요하다.

## 같이 보기
- 관류

## 참고 자료
- 서울아산병원 질환백과 - 욕창